# Lawless
Lawless è un film del 2012 diretto da John Hillcoat.
La sceneggiatura è stata scritta da Nick Cave, basandosi sul romanzo di Matt Bondurant La contea più fradicia del mondo, a sua volta ispirato alla storia vera del nonno e dei prozii di Bondurant.
Il film è stato selezionato per partecipare in concorso al Festival di Cannes 2012.

## Trama
Nel 1931 nella contea di Franklin, in Virginia, nel periodo della grande depressione e del proibizionismo insieme (1929-1933), i tre fratelli Bondurant: Forrest, Howard e Jack, rimasti soli per l'influenza spagnola che aveva spazzato una gran parte della popolazione, gestiscono una distilleria clandestina di successo. I fratelli usano la loro stazione di servizio e il ristorante come facciata per la loro attività di produzione illegale con l'assistenza dell'amico Cricket, disabile e ingegnere. Jack assiste all'omicidio attuato dal gangster mafioso Floyd Banner che spara a morte a due agenti dell'ATU in pieno giorno.
I tre fratelli sono molto diversi tra loro; Howard, il maggiore, è un uomo segnato dagli orrori della prima guerra mondiale, Forrest, il fratello di mezzo, è uomo duro e carismatico, mentre il più giovane, Jack, è un amante del denaro e della bella vita. Braccati per i loro affari poco leciti, i tre lottano per la sopravvivenza, per le loro donne e per tenere unita la loro famiglia.
Jack ritorna alla stazione di servizio, dove Forrest assume la ballerina Maggie come cameriera. Poco dopo, la stazione di servizio viene visitata dal corrotto nuovo procuratore distrettuale Charley Rakes, accompagnato dall'avvocato Mason Wardell del Virginia district attorney, dallo sceriffo e dal vice sceriffo. Rakes richiede una parte dei profitti da tutti i contrabbandieri all'interno della contea, incluso Forrest, in cambio del loro silenzio sulle loro operazioni. Forrest rifiuta e chiede ai suoi compagni contrabbandieri di unirsi contro Rakes, ma loro rifiutano.
Nel frattempo, Jack desidera conoscere Bertha, figlia del locale pastore dei Fratelli Battisti tedeschi (Schwarzenau Brethren) e si presenta ubriaco ad un servizio in chiesa, mettendosi in profondo imbarazzo.
Intanto Rakes va casa di Cricket per sapere dove si trova la distilleria. In quel momento entra Jack che viene picchiato da Rakes lasciandogli un messaggio per i suoi fratelli. Quella notte Forrest picchia e butta fuori due clienti che avevano molestato e minacciato Maggie e, quando Maggie se ne va, i due tendono un'imboscata a Forrest tagliandogli la gola. Maggie ritorna alla ricerca di Forrest ma viene picchiata e violentata dagli uomini.
Mentre Forrest si riprende in ospedale, Jack decide di attraversare il confine della contea con Cricket per vendere il liquore rimasto e anche loro vengono aggrediti dai mafiosi, guidati da Banner, ma vengono risparmiati quando Jack rivela di essere un Bondurant, che Banner ammira per la loro posizione contro Rakes. Banner rivela a Jack l'indirizzo degli assalitori di suo fratello, che erano suoi precedenti impiegati e attualmente lavorano per Rakes.
Forrest e Howard in seguito trovano, torturano e uccidono gli uomini e inviano uno dei loro testicoli a Rakes. Banner diventa un cliente abituale dei fratelli, che hanno ampliato la loro produzione mettendo nel bosco dei grandi alambicchi per la distillazione e aumentando i loro introiti. Jack continua a corteggiare Bertha. Maggie decide di tornare a Chicago, ma Forrest la convince a restare e le fornisce una stanza libera sviluppando una relazione romantica. Durante una gita di un giorno, Jack decide di mostrare a Bertha l'operazione segreta dei fratelli, ma vengono seguiti e finiscono in un'imboscata di Rakes e dei suoi uomini. Howard e Jack fuggono ma Cricket e Bertha vengono catturati. La polizia porta Bertha a casa ma lascia Cricket a Rakes, che lo uccide.
Dopo il funerale di Cricket, lo sceriffo della Contea di Franklin avverte i Bondurants che Rakes e i suoi uomini stanno bloccando il ponte fuori città, con Wardell che chiama agenti dell'ATU per chiudere le attività clandestine della contea. Jack va ad affrontare Rakes e Howard e Forrest lo seguono per sostenerlo ancora più esasperati in quanto Forrest deduce da alcune confessioni di Maggie, che anche lei è stata aggredita. Jack arriva al ponte ma viene ferito da Rakes. Arrivano Howard e Forrest e ne risulta una sparatoria, durante la quale Forrest e il suo autista vengono feriti con quest'ultimo che muore poco dopo. Un gruppo di contrabbandieri arriva e tiene sotto tiro le forze dell'ordine. Rakes li ignora e tenta di finire Forrest, ma viene colpito alla gamba dallo sceriffo Hodges nel tentativo di fermare lo spargimento di sangue. Rakes si gira per lasciare la scena, ma all'improvviso spara a Forrest diverse volte. Il gruppo di contrabbandieri apre il fuoco su Rakes, che intanto entra nel tunnel di un ponte coperto. Dal momento che non è in grado di correre lontano, Jack e Howard, anche se gravemente feriti, lo inseguono e lo finiscono.
Dopo la fine del proibizionismo nel 1933, Wardell viene arrestato con l'accusa di corruzione mentre i Bondurants sono tutti sposati: Jack con Bertha, Forrest con Maggie e Howard con una donna di Martinsville, e lavorano in professioni legali. Qualche tempo dopo, durante una riunione festiva a casa di Jack, Forrest si dirige ubriaco verso un lago ghiacciato e cade nell'acqua gelida. Anche se si trascina fuori, in seguito muore di polmonite, mettendo fine alla leggenda della sua invincibilità.

## Produzione
La produzione del film era inizialmente prevista per il febbraio 2010, ma a causa di vari problemi finanziari è stata rinviata. Il film è stato portato avanti con diversi titoli di lavorazione, The Wettest County in The World, The Promised Land e Wettest County, nel marzo 2012 è stato cambiato definitivamente in Lawless.
Le riprese sono incominciate il 28 febbraio 2011 in varie località vicino ad Atlanta, Georgia.

## Promozione
Dopo un primo trailer uscito ad aprile, il 7 luglio 2012 è stato diffuso online un secondo trailer del film, nel quale compaiono anche le protagoniste femminili Jessica Chastain e Mia Wasikowska. Il 13 novembre 2012 è stato invece pubblicato il trailer italiano del film.

## Distribuzione
Dopo la presentazione in concorso al Festival di Cannes, avvenuta a maggio 2012, il film viene distribuito nelle sale cinematografiche statunitensi il 31 agosto 2012 a cura della The Weinstein Company. Il film è distribuito nelle sale italiane a partire dal 29 novembre 2012 a cura di Koch Media.

## Budget
Il budget stimato che venne usato per il film è di 26 milioni di dollari, e ha incassato in totale 53,7 milioni nel mondo, di cui 37,4 negli Stati Uniti.